# Sphinx virgata
Sphinx virgata är en fjärilsart som beskrevs av Tutt 1904. Sphinx virgata ingår i släktet Sphinx och familjen svärmare. Inga underarter finns listade i Catalogue of Life.